# Bégole
Bégole es una comuna francesa situada en el departamento de Altos Pirineos, en la región de Occitania.

## Demografía
| 167 | 187 | 172 | 149 | 170 | 176 | 193 |
| Para los censos de 1962 a 1999 la población legal corresponde a la población sin duplicidades (Fuente: INSEE [Consultar]) |     |     |     |     |     |     |